# 오야마다촌 (미에현 아야마군)
오야마다촌(大山田村)은 미에현 아야마군에 설치되었던 촌이다. 현재의 이가시에 해당한다.